# Algemene Begraafplaats Kranenburg

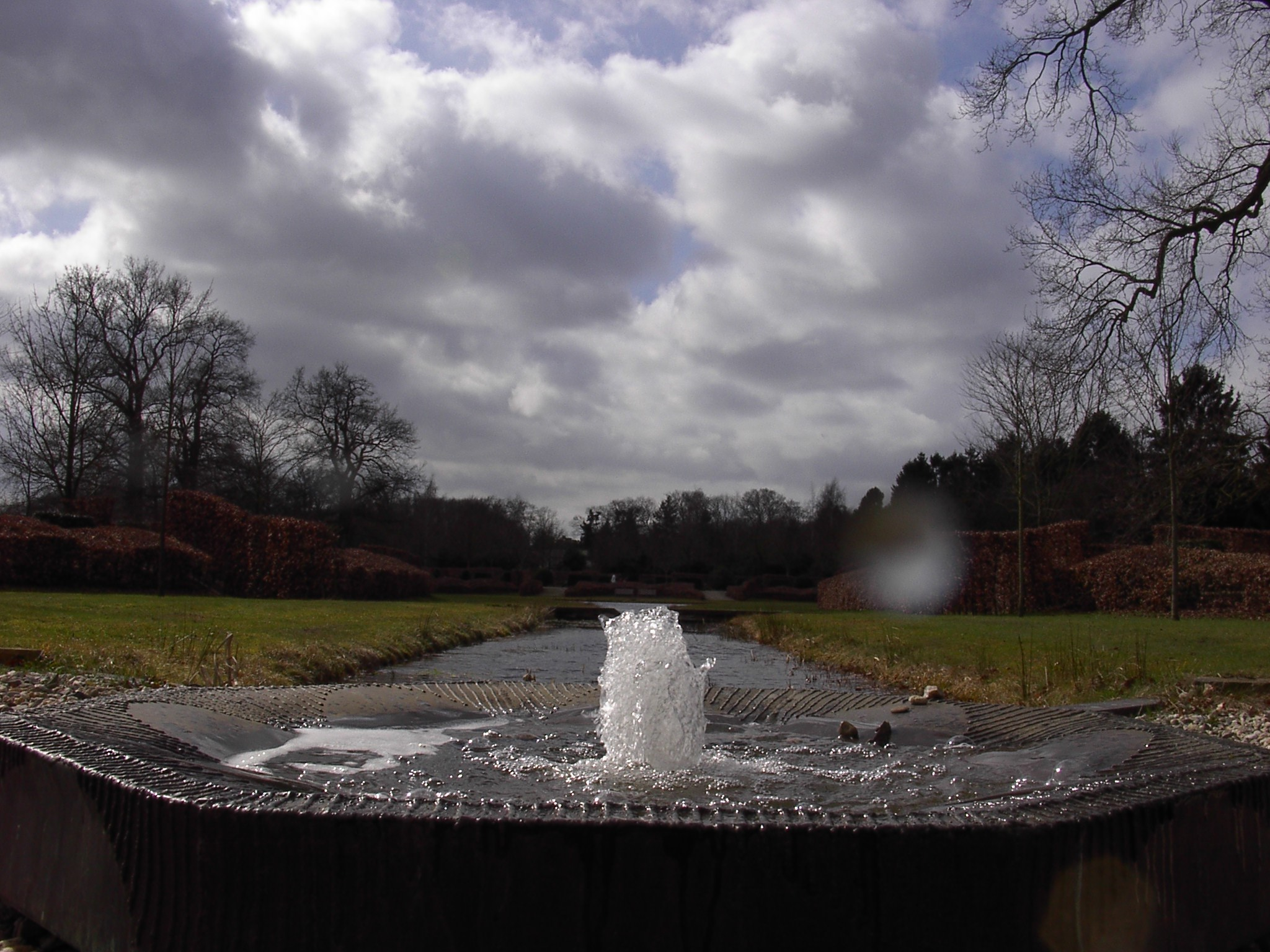
Symbolische waterbron in het Hagenpark gedeelte.

Kranenburg is een algemene begraafplaats en crematorium in Zwolle. Kranenburg werd in 1933 in gebruik genomen, omdat er ruimtegebrek was ontstaan op de Algemene Begraafplaats Meppelerstraatweg. De begraafplaats Kranenburg grenst direct aan Begraafplaats Bergklooster uit 1399.

## Geschiedenis van de plek
Oorspronkelijk stond op deze plek de havezathe Kranenburg. Deze is echter afgebroken.
Het landgoed kwam begin 1800 in handen van de familie Vos de Wael. Zij gebruikten het voornamelijk voor de jacht. De toegang van het landgoed, de zogenaamde Prinsenpoort, is opgenomen in de huidige begraafplaats Deze staat echter niet meer op de oorspronkelijke plek, vanwege de aanleg van de A28.

## Ontwerp
Voor het ontwerp van Kranenburg schreef de gemeente Zwolle een prijsvraag uit, die werd gewonnen door Louis Copijn. Karakteristiek voor zijn eclectische ontwerp zijn de ellipsen en cirkels. Copijn gebruikte de al bestaande paden en voegde hier twee ellipsvormige padenstelsels toe. Langs deze paden kwamen de graven te liggen. Dit alles in een parkachtig geheel. Grote velden met graven werden vermeden.

## Graven van bekende Zwollenaren en Nederlanders

### Helmig Jan van der Vegt
Helmig Jan van der Vegt (1864 - 1944) was een Nederlands politicus. Hij is samen met Pieter Jelles Troelstra een van de twaalf oprichters van de SDAP.

### Hendrik van der Vegte
Mr. Hendrik van der Vegte (Zwolle, 15 augustus 1868 – 's-Gravenhage, 29 augustus 1933) was Minister van Waterstaat in het kabinet-De Geer I. Van der Vegte was lid van de Anti-Revolutionaire Partij. Ook was hij wethouder.

### Gerardus Horreüs de Haas
Gerardus Horreüs de Haas (1879 - 1943) was vrijzinnig hervormd predikant en voorzitter van de SDAP in Zwolle. Hij heeft zich onder meer ingezet voor de 1 mei viering te Zwolle. Nog steeds vindt ieder jaar op de Dag van de Arbeid een korte plechtigheid plaats bij zijn graf. De Haas was een modern theoloog en strijder tegen communisme en nazisme. Zijn begrafenis in 1943 werd door 2000 Zwollenaren aangegrepen hun trouw aan zijn idealen te betuigen.

### Isaäc Antoni van Roijen
Mr. Isaac Antoni van Roijen (Zwolle, 18 juni 1859 - Zwolle, 2 september 1938) was burgemeester van Zwolle, Eerste Kamerlid en medeoprichter van de Vereniging van Nederlandse Gemeenten. Ook had hij een groot aandeel in de oprichting van de IJsselcentrale. Er is in Zwolle een straat naar hem vernoemd.

### Jean Charles Philip Eeftinck Schattenkerk
Jean Charles Philip Eeftinck Schattenkerk (1908-1997) was arts en de oprichter Medisch Contact.

### Michael Minsky
Michael Minsky (1918-1988), zanger en dirigent van het wereldberoemde Don Kosaken Chor Serge Jaroff. Organiseerde de Nederlandse viering van het duizendjarig bestaan van de Russisch orthodoxe kerk op 30 september 1988 in de Grote Kerk te Zwolle in aanwezigheid van een groot aantal hoogwaardigheidsbekleders o.a.H.M.Koningin Beatrix.

## Monumenten en gedenkstenen

### Gedenksteen Broerenkerk
In 1990 werden hier de resten herbegraven van mensen die hiervoor een laatste rustplaats hadden in de Broerenkerk. Deze herbegraving was noodzakelijk, omdat de kerk vloerverwarming kreeg waarbij de ondergrond van de kerk zou worden verstoord.

### Monument Zandhove
Hier liggen de resten van Indische Nederlanders uit het voormalige verpleeghuis Zandhove. Omdat van velen van hen geen nabestaanden meer op zijn te sporen, is besloten dat de graven van ongeveer 275 bewoners geruimd konden worden. De resten zijn samengebracht in een gemeenschappelijk graf met daarop een monument.

## Uitbreidingen
Kranenburg is diverse malen uitgebreid om meer grafruimte te verkrijgen. In de jaren zestig van de twintigste eeuw werd er een bosgedeelte aangelegd. Hierin konden overledenen in een bos worden begraven.
In 1984 werd er een crematorium gebouwd nabij de ingang van Kranenburg. Naast dit crematorium bevindt zich een uitstrooiveld en een parkje waarin zich monumentjes bevinden voor de gecremeerde overledenen.
In 1991 werd het Hagenpark ontworpen. Deze uitbreiding dankt haar naam aan de beukenhagen. In dit ontwerp staat een waterbron centraal. Deze bron is symbool voor het begin van het leven. Hierna stroomt het water via een smalle, snelstromende rivier naar een rustige vijver. Ook dit is een symbolische weergave van de levensweg van een mens. In het Hagenpark is in 1992 ook een islamitische gedeelte gerealiseerd.

In de nabije toekomst moet er de mogelijkheid tot bovengronds begraven worden geboden. Hiervoor worden grafwanden gebouwd.

## Flora en fauna
Op de begraafplaats komen verschillende soorten planten voor. Zo zijn hier de steeneik, zakdoekjesboom en honingboom te vinden. Ook het lenteklokje en de winterakoniet komen hier voor.
Op Kranenburg broeden de sperwer en de torenvalk. Ook de buizerd en de ransuil zijn er te vinden.
Kranenburg maakte deel uit van de route die de jury van de internationale groenwedstrijd Entente Florale in 2006 door Zwolle aflegde.
Begraafplaats Bergklooster · Begraafplaats Het Heilige Kruis · Joodse Begraafplaats Kuyerhuislaan · Algemene Begraafplaats Kranenburg · Algemene Begraafplaats Meppelerstraatweg · Rooms-Katholiek Kerkhof · Graf van Lepejou · Grote of Sint-Michaëlskerk